# Parablennius rouxi
El blenio blanco (Parablennius rouxi) es una especie de pez marino de la familia blénidos.

## Morfología
Con la morfología típica de todos los blénidos y un característico color blanco una banda oscura superior, la longitud máxima descrita es de 8 cm.

## Distribución y hábitat
Es un pez marino demersal de aguas subtropicales, que vive en un rango de profundidad entre la superficie y los 42 m. Se distribuye geográficamente por la costa atlántica del sur de Portugal y por casi todo el mar Mediterráneo desde Turquía hasta el estrecho de Gibraltar. También puede encontrarse aunque menos abundante en el sur y este del Mediterráneo.
Los adultos habitan la zona litoral de la zona más allá de la influencia del oleaje, sobre las rocas o guijarros sin cubierta de algas, así como en fondos de origen coralígeno; se alimentan de perifiton, harpacticoides y algas.

## Reproducción
Los machos viven en agujeros estrechos, desde los que cortejan asintiendo con la cabeza, saltando fuera del agujero y volviendo a él en una posición vertical; los rivales son amenazados mediante el bostezo, formando pantalla lateral y circular, y si continúan sin alejarse son atacados embistiéndoles y mordiendo. Una vez que las hembras seleccionan al mejor candidato, el apareamiento tiene lugar de mayo a julio, desovando la hembra en el agujero de un macho, el cual puede recibir y proteger los huevos de varias hembras en el interior de su escondite hasta que eclosionen. En el interior de este nido los huevos están unidos al sustrato mediante un filamento adhesivo o pedestal. Las larvas cuando nacen abandonan el agujero protector y se convierten en planctónicas, a menudo se encuentran en las aguas costeras poco profundas.